# Дрење (општина)
Дрење је насељено место и седиште општине у средишњој Славонији, Осјечко-барањска жупанија, Република Хрватска.

## Историја
До територијалне реорганизације у Хрватској налазило се у саставу бивше велике општине Ђаково.

## Становништво
На попису становништва 2011. године, општина Дрење је имала 2.700 становника, од чега у самом Дрењу 583.

## Попис1991.
На попису становништва 1991. године, насељено место Дрење је имало 777 становника, следећег националног састава:
| Попис 1991.‍  | Попис 1991.‍  | Попис 1991.‍ | Попис 1991.‍ | Попис 1991.‍ |
| ------------ | ------------ | ----------- | ----------- | ----------- |
|              |              |             |             |             |
| Хрвати       | Хрвати       |             | 730         | 93,95%      |
| Југословени  | Југословени  |             | 14          | 1,80%       |
| Срби         | Срби         |             | 13          | 1,67%       |
| Албанци      | Албанци      |             | 5           | 0,64%       |
| Мађари       | Мађари       |             | 2           | 0,25%       |
| остали       | остали       |             | 1           | 0,12%       |
| неопредељени | неопредељени |             | 5           | 0,64%       |
| непознато    | непознато    |             | 7           | 0,90%       |
| укупно: 777  |              |             |             |             |